# Oxaflozan
L'oxaflozano è un antidepressivo che dal punto di vista strutturale differisce dai triciclici. Agisce principalmente sui recettori serotoninergici, comportandosi come agonista. È privo di effetti anticolinergici e simpaticolitici, non manifesta azione sull'appetito né tossicità miocardica.
Il farmaco viene rapidamente assorbito dal tratto gastrointestinale e velocemente biotrasformato. Nelle urine si ritrova principalmente sotto forma di metabolita N-dealchilato.
La DL50 nel topo è di 365-420 mg/kg per via orale e 80-90 mg/kg per endovena.
L'oxaflozano cloridrato viene impiegato negli stati depressivi, in particolare nei soggetti reattivi.
La dose media orale è di 15-30 mg al giorno; la metà per i bambini. Nei soggetti anziani la dose iniziale giornaliera consigliata è di 7,5 mg al giorno. La posologia può essere aumentata in maniera progressiva fino ad ottenere l'efficacia richiesta.

## Controindicazioni
Possono comparire sonnolenza e affaticabilità degli arti inferiori, soprattutto all'inizio del trattamento. Occasionalmente possono insorgere xerostomia, cefalea e ipotensione ortostatica. Poiché il farmaco causa sonnolenza, durante il periodo di trattamento è sconsigliata la guida di autoveicoli e l'utilizzo di macchinari pericolosi.
Il farmaco è sconsigliato in caso di insufficienza renale. I pazienti con tendenza suicida devono essere attentamente sorvegliati nei primi giorni di trattamento. È bene sospendere la somministrazione di oxaflozano 48 ore prima di un'anestesia generale.
Un assorbimento massivo di farmaco può condurre a coma leggero. Non sono stati segnalati casi di cardiotossicità. Si raccomanda la messa in atto di una diuresi osmotica. I sintomi generalmente si attenuano nel giro di 10 ore.
L'oxaflozano non deve essere associato con inibitori delle MAO: nel caso di un cambiamento della terapia è bene sospendere il farmaco almeno 15 giorni prima. L'oxaflozano potenzia gli effetti dell'etanolo, dei barbiturici, degli antidepressivi triciclici, degli anoressanti o di altri deprimenti del sistema nervoso centrale. L'oxaflozano può inibire l'effetto antiipertensivo della guanetidina. La soluzione orale del farmaco non deve essere associata a disulfiram o a prodotti ad effetto disulfiram-simile a causa della presenza di alcol nella formulazione.